# Lukas Rupp
Lukas Rupp (Heidelberg, 8 de janeiro de 1991) é um futebolista profissional alemão que atua como meia.

## Carreira
Lukas Rupp começou a carreira no Karlsruher SC.